# Gmina Łaziska
Die Gmina Łaziska ist eine Landgemeinde im Powiat Opolski der Woiwodschaft Lublin in Polen. Ihr Sitz ist das gleichnamige Dorf mit etwa 500 Einwohnern.

## Gliederung
Zur Landgemeinde Łaziska gehören folgende 25 Ortschaften mit einem Schulzenamt:
Braciejowice
Głodno
Grabowiec
Janiszów
Kamień
Kamień-Kolonia
Kępa Gostecka
Kępa Piotrawińska
Kępa Solecka
Kolonia Łaziska
Koło
Kopanina Kaliszańska
Kopanina Kamieńska
Kosiorów
Las Dębowy
Łaziska
Niedźwiada Duża
Niedźwiada Mała
Piotrawin
Piotrawin-Kolonia
Trzciniec
Wojciechów
Wrzelów
Zakrzów
Zgoda